# Hallstattzeitliches Museum Großklein
Das Hallstattzeitliche Museum Großklein, kurz Hamug (stilisiert „hamuG“) ist ein Museum in der steirischen Gemeinde Großklein im Bezirk Leibnitz. Das 1990 eröffnete Museum widmet sich der Präsentation der hallstattzeitlichen Funde aus den archäologischen Grabungen in der Siedlung am Burgstallkogel und den dazugehörigen Hügelgräbern.

## Geschichte und Organisation
Etwa zwischen dem achten und dem sechsten vorchristlichen Jahrhundert befand sich am Burgstallkogel ein bedeutender Herrschersitz. Während von der Siedlung selbst obertägig quasi nichts mehr zu sehen ist, blieben über 700 Hügelgräber (darunter etwa 15 sehr reich ausgestattete, inklusive vier sogenannte „Fürstengräber“) bis heute erhalten. Heute finden sie sich insbesondere in bewaldeten Gebieten, wo sie nicht durch jahrhundertelange landwirtschaftliche Nutzung zerstört wurden. Ab der Mitte des 19. Jahrhunderts rückten die Gräber stärker in die öffentliche Wahrnehmung. Die großangelegte systematische Erforschung und Kartierung durch Josef Szombathy und Wenzel Radimsky in den 1880er-Jahren schuf die wissenschaftlichen Grundlagen, ebnete aber auch lokalen Raubgräbern und Antikenhändlern den Weg, die bis in jüngste Zeit eine Bedrohung für die Kulturstätten darstellen. Die früheste Erforschung war oft von Wiener Institutionen ausgegangen, im 20. Jahrhundert brachte sich dann das damalige Steirische Landesmuseum Joanneum vermehrt in die Untersuchungen ein. Walter Schmid führte in der Zwischenkriegszeit und den Nachkriegsjahren kleinere Grabungen durch, großangelegte Forschungen fanden vor allem ab 1972 durch Walter Modrijan statt.
Um auch lokal (und nicht nur in Wien und Graz) einen Eindruck von der Bedeutung der hallstattzeitlichen Funde vermitteln zu können, wurde 1990 ein ehemaliger Stall im Ortsgebiet von Großklein adaptiert. Ausgestellt wurde vorwiegend bildliches Anschauungsmaterial zur Hallstattzeit. Zwischen 1999 und 2003 wurde das kleine Gebäude durch einen Zubau auf drei Ausstellungsräume erweitert und die Ausstellung in Reaktion auf weitere Ausgrabungen neu konzipiert. Im Zusammenhang mit dem Projekt PalaeoDiversiStyria erfolgte 2019 eine Neugestaltung und Modernisierung des Museums, der Außenbereich wurde überdacht. Ebenfalls seit 2019 ist das Museum an dem Projekt Archaeoregion Südweststeiermark, einem Zusammenschluss lokaler Museen, Forschungs- und Kulturinitiativen, beteiligt.

## Ausstellung

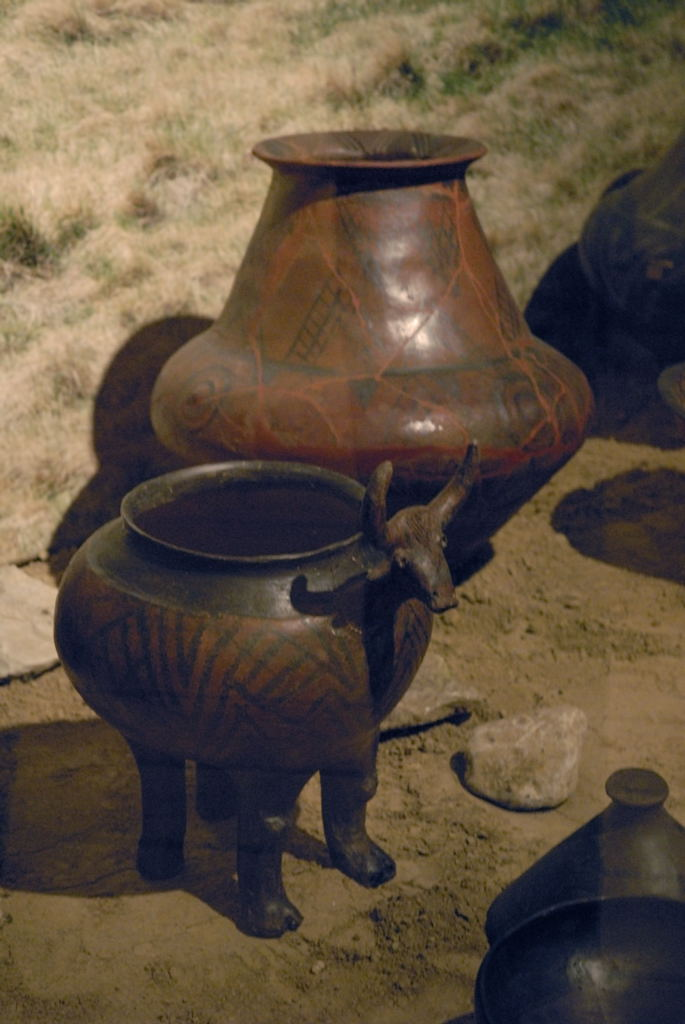
Hallstattzeitliche Gefäße aus einem Hügelgrab

Anhand lokaler Funde und Befunde bietet das Museum heute einen Überblick über fünfeinhalb Jahrtausende regionaler Geschichte. Der Schwerpunkt liegt freilich auf der Hallstattzeit, deren Gesellschaft, Wirtschaft und Glaubenswelt greifbar gemacht werden sollen. Zur Ausstellung gehören neben originalen Fundobjekten und Repliken auch das Schnittmodell eines Grabhügels mit Beigaben und ein Raum für Filmvorführungen. Neue Grabungsergebnisse aus der Region werden regelmäßig miteinbezogen. Neben der archäologischen Dauerausstellung im Erdgeschoß steht der Gemeinde Großklein das Dachgeschoß des Gebäudes für wechselnde Sonderausstellungen zur Verfügung.

### Rekonstruiertes Gehöft

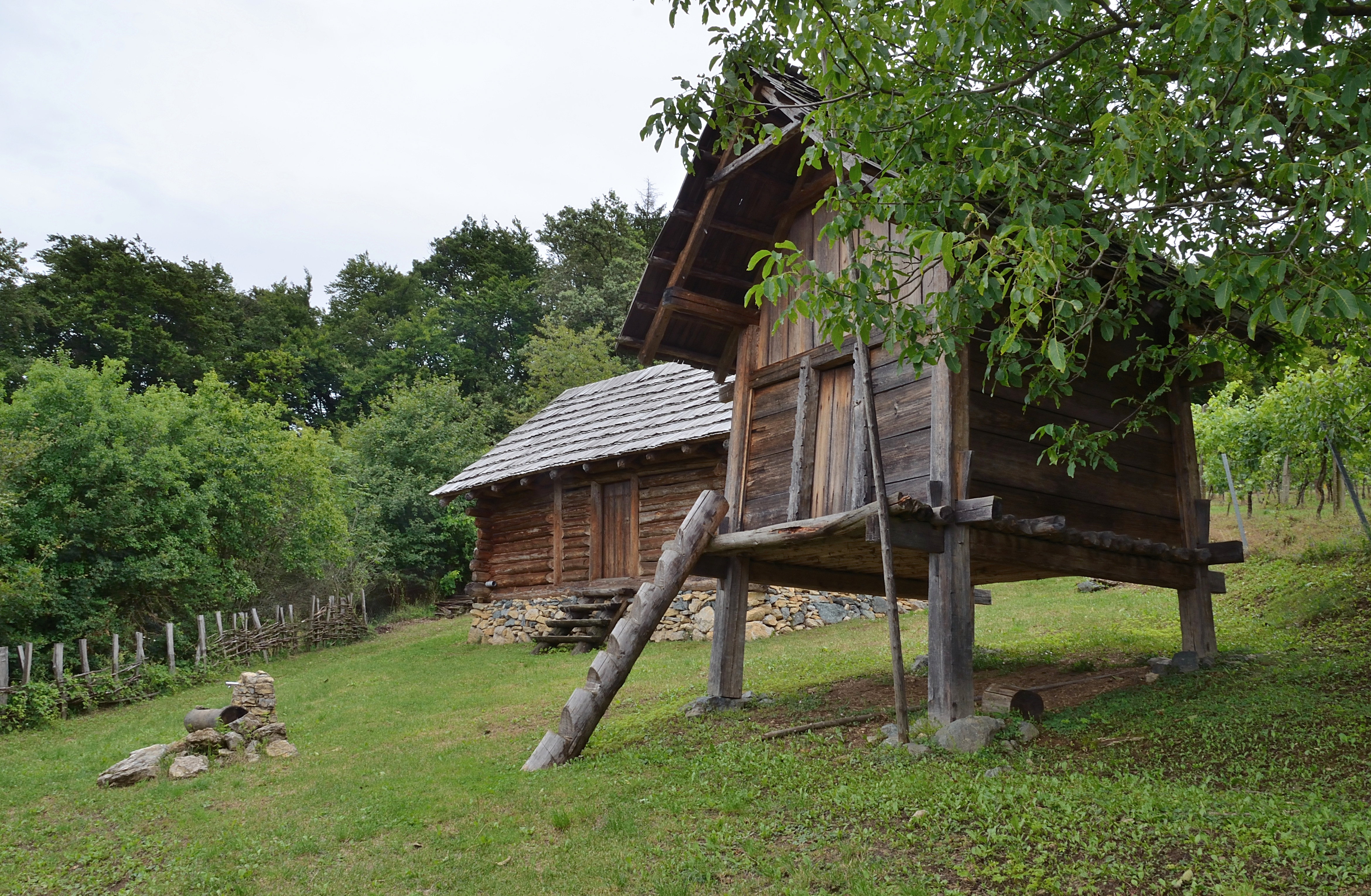
Ein Teil der rekonstruierten hallstattzeitlichen Gebäude

Südwestlich unter dem Gipfelplateau des Burgstallkogels befindet sich ein rekonstruiertes hallstattzeitliches Gehöft, eine Außenstelle des Museums. Die Wohn- und Wirtschaftsgebäude wurden in den Jahren 2003 und 2004 vom Vienna Institute for Archaeological Science (VIAS) als Projekt der Experimentellen Archäologie rein mittels hallstattzeitlicher Handwerkstechniken, Werkzeuge und Materialien errichtet. Das Gelände um die Bauten ist frei zugänglich und wird im Rahmen verschiedener Veranstaltungen genutzt.